# Povýšení svatého Kříže

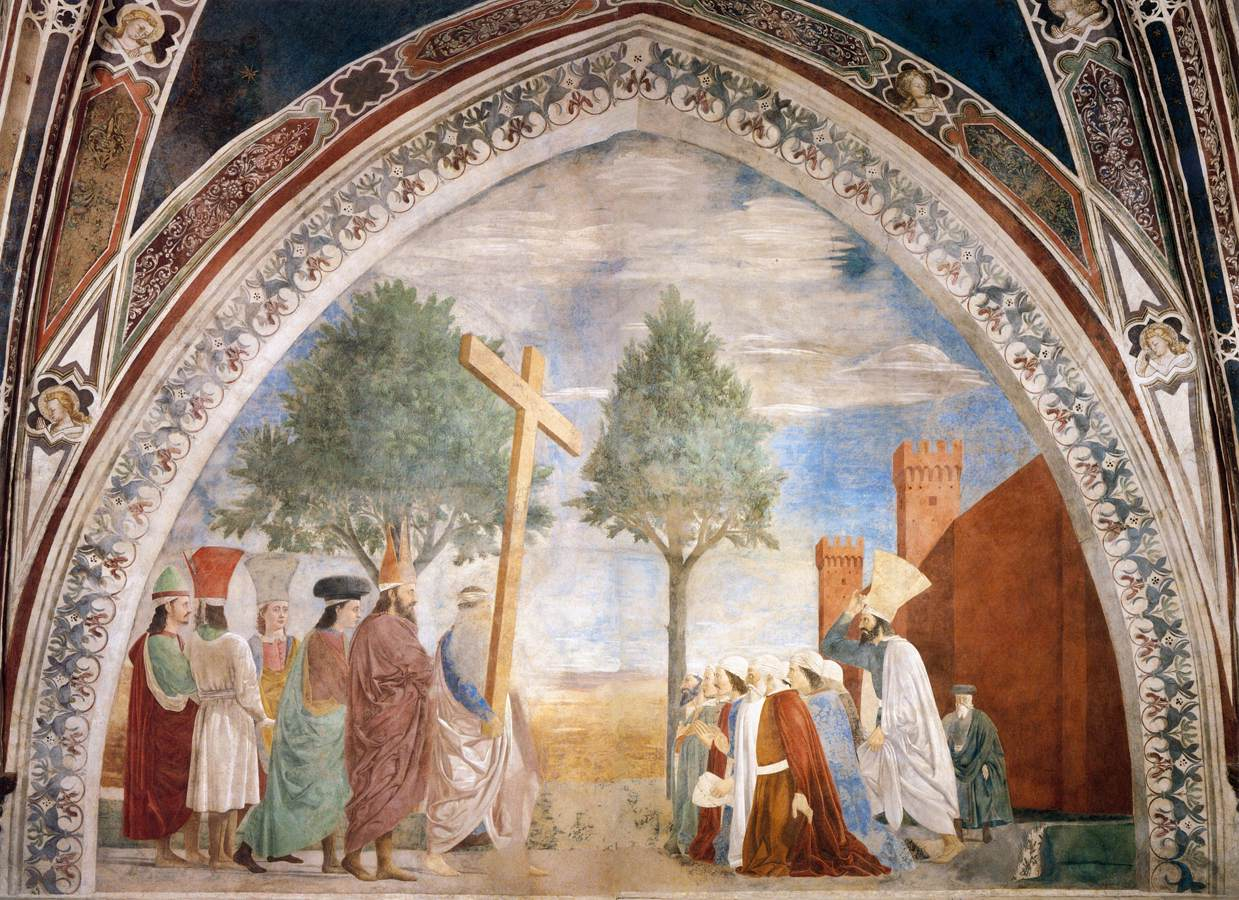
Povýšení sv. Kříže od Piera della Francesca

Povýšení svatého Kříže je legendární událost a ji připomínající křesťanský svátek, který se slaví 14. září, při které křesťané znovu získali svatý Kříž, na kterém byl ukřižován Ježíš Kristus. Byzantský císař Herakleios v 7. století přemohl perského Chosroa a tak prý získal, převezl a pak v Jeruzalémě vztyčil (povýšil) pravý Kříž na oltáři či Golgotě. Svátek se v liturgickém kalendáři katolické církve slaví 14. září a připomíná utrpení Ježíše Krista a den po něm se připomíná svátek Panny Marie Bolestné, které ukazuje na žal Panny Marie při Kristově smrti.

## Historie
Svátek má svůj původ v Jeruzalémě, kde se ten den slavilo výročí posvěcení Baziliky Božího hrobu. Podle legendárního podání (např. Zlatá legenda) je dnem, kdy byly znovuzískány relikvie Kristova kříže, kterých se zmocnili Peršané při dobytí Jeruzaléma.
Počátky slavení tohoto svátku sahají do 5. století, kdy se 14. září vystavovaly v Jeruzalémě zbytky dřeva z Kristova kříže k uctění věřícími. Na Východě se svátek začal slavit v 7. století a později došlo k jeho rozšíření na celou církev. K svátku se pojí i další události. Je připomínáno nalezení svatého kříže, o které se zasloužila císařovna Helena při své pouti do Svaté země kolem r. 325. Za den nalezení se udávalo 13. září a k slavnostnímu vyvýšení kříže v Konstantinově bazilice nad Božím hrobem došlo asi v r. 335. Druhá vzpomínka se týká znovuzískání svatého kříže z Persie. Tam se jeho ostatky dostaly jako válečná kořist Chosroa II. v roce 614. Císař Herakleios je roku 628 přinesl zpět do Jeruzaléma a zde 3. května předal patriarchovi Zachariášovi.

## Liturgické slaveni
K tomuto datu vznikl na Západě svátek nesprávně označovaný výrazem Nalezení sv. Kříže, zatímco na Východě bylo slaveno pouze 14. září jako Povýšení sv. Kříže. Toto převzal Západ více než o století později. V Miláně je prý doložen dokonce až v 11. století.